# Rosomyia spiraeae
Rosomyia spiraeae är en tvåvingeart som beskrevs av Fedotova 1987. Rosomyia spiraeae ingår i släktet Rosomyia och familjen gallmyggor.
Artens utbredningsområde är Kazakstan. Inga underarter finns listade i Catalogue of Life.